# Ahrensmoor-Ost
Ahrensmoor-Ost (plattdeutsch Ohrensmoor-Oost) ist ein Ortsteil in der Ortschaft Ahrensmoor der Gemeinde Ahlerstedt im Landkreis Stade (Niedersachsen).

## Geographie

### Nachbarorte
| Ahrensmoor-Nord, Harsefeld    |                                             | Revenahe-Kammerbusch, |
| Ahrensmoor-West               | Kompassrose, die auf Nachbargemeinden zeigt |                       |
| Ahrenswohlde, Klein Wangersen |                                             | Wiegersen, Wohnste    |

## Geschichte

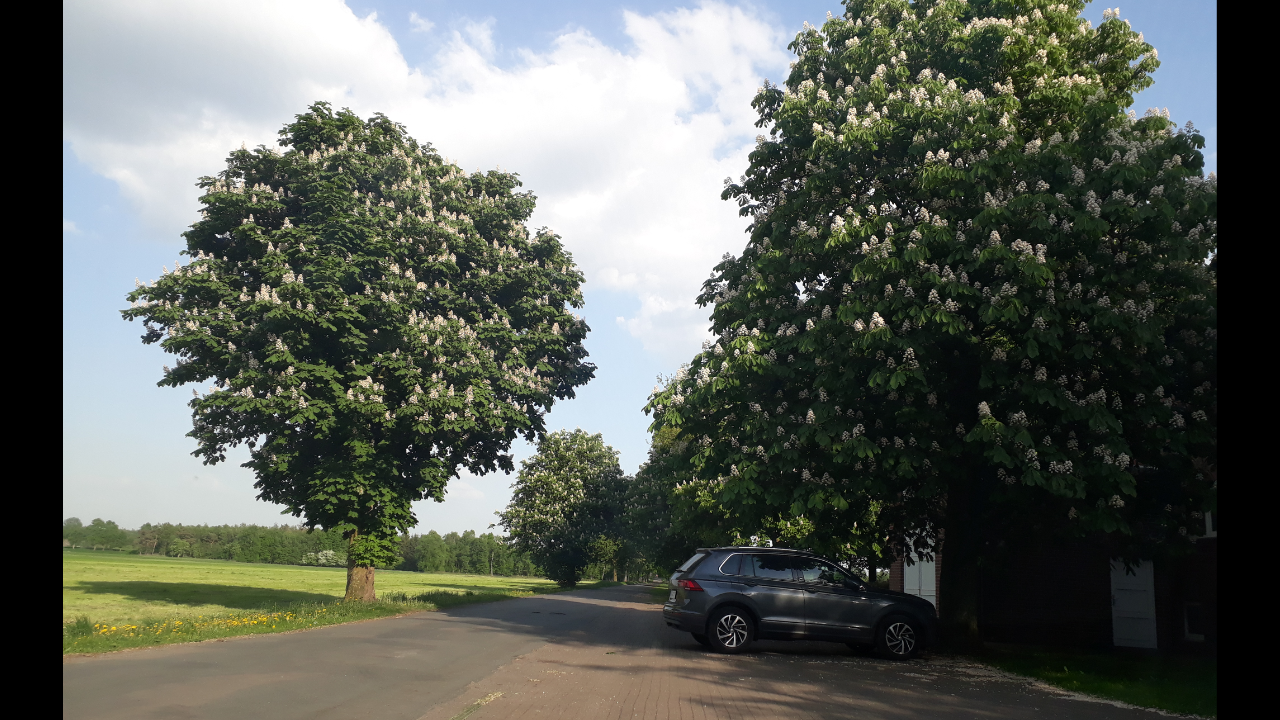
Schuldamm

Ahrensmoor wurde 1803 als Moorkolonie gegründet. Anlass dafür waren Streitigkeiten zwischen Ahrenswohlde und Klethen, wer für die Unterhaltung der Aue-Querung an der Strecke zwischen Hamburg und Bremen (dem heutigen Ahlerstedter/Klethener Weg) zuständig sei. Zehn der zweiundzwanzig Siedlerstellen befanden sich auf der Ostseite; Ahrensmoor-West und -Ost waren durch zwei Moore getrennt und nur über den baufälligen Schuldamm miteinander verbunden.
Alle öffentlichen Einrichtungen befanden sich seit jeher aber in Ahrensmoor-West, zum Beispiel die Feuerwehr, die Volksschule und der Friedhof.
Im Zuge der Gemeindereform wurde Ahrensmoor zum 1. Juli 1972 nach Ahlerstedt eingemeindet.
Ab den 1960er Jahren entstanden in Ahrensmoor-Ost mehrere Wohnsiedlungen.

### Religion
Ahrensmoor-Ost ist evangelisch-lutherisch geprägt und gehört zum Kirchspiel der Kirche Ahlerstedt.

## Wirtschaft und Infrastruktur

### Verkehr
Ahrensmoor-Ost liegt an der Kreisstraße 59, die eine Nebenstraße der L 127 ist. Als K 121 geht sie im Landkreis Rotenburg (Wümme) weiter nach Wohnste.